# Mulanjey
Mulanjey är en ort i Mexiko.   Den ligger i kommunen El Fuerte och delstaten Sinaloa, i den västra delen av landet, 1 200 km nordväst om huvudstaden Mexico City. Mulanjey ligger 46 meter över havet och antalet invånare är 595.
Terrängen runt Mulanjey är platt åt nordväst, men åt sydost är den kuperad. Runt Mulanjey är det ganska glesbefolkat, med 23 invånare per kvadratkilometer. Närmaste större samhälle är San Blas, 10,3 km söder om Mulanjey. I omgivningarna runt Mulanjey växer huvudsakligen savannskog.